# Dietrich Peter Scriba
Dietrich Peter Scriba (* 1. Oktober 1736 in Hamburg; † 28. August 1774 ebenda) war ein deutscher evangelisch-lutherischer Geistlicher, Pädagoge, Advokat, Autor und Lyriker.

## Leben und Wirken
Scriba wurde als Sohn des in Ochsenwerder tätigen Pastors Philipp Ludolph Scriba (1704–1775) und Helene Brameyer, Tochter des an der Hamburger Hauptkirche Sankt Petri tätigen Archidiakons Johann Brameyer (1685–1741), geboren. Nach seiner Schulbildung in Hamburg studierte Scriba Theologie an der Universität Wittenberg und der Universität Kiel. Im Jahr 1762 wurde er Kandidat des Hamburger Ministeriums. Scriba hatte bereits an den Universitäten durch sein exzentrisches Leben und seine rücksichtslose Redensart für Aufsehen und Ärger gesorgt. Im Jahr 1768 wurde Scriba trotz des Protests des Ministeriums zum Katecheten am Hamburger Werk- und Zuchthaus gewählt. Im Zuchthaus besuchte er die verheiratete und katholische Gefangene Charlotte Guyard um sie zum evangelischen Glauben zu bekehren, ging aber mit ihr eine Beziehung ein. Am 4. Oktober 1771 wurde er deshalb entlassen, verließ Hamburg und wurde Lehrer der Moral, Politik und schönen Wissenschaften am Landcadettencorps in Kopenhagen. Ab 1772 studierte Scriba Jurisprudenz an der Universität Greifswald. Nach diesem Studium ließ er sich als Advokat in Wismar nieder. 1774 nahm er sich während eines Aufenthalts in Hamburg das Leben.
Nach seinem Tod erschien ein satirisches Totengedicht in welchem der Hamburger Ratsherr Justus Vincent Ritter als Hippotes und Scriba als Grapheus Gespräche über die Lebensumstände und besonders über die Liebesgeschichte von Scriba mit der Gefangenen Guyard führen.
Carl Philipp Emanuel Bach entnahm den Text der 19 Strophen für sein im Jahr 1770 veröffentlichtes Passionslied Wie? Schönster! der mein Herze liebt aus Scribas Versuche in Geistlichen Liedern.

## Werke (Auswahl)
- Philosophisch-moralische Gedanken von der Bitterkeit des Todes, als ein Beitrag zur natürlichen Sittenlehre. Donatius, Lübeck 1762 (Online bei Google Books).
- Versuche in Geistlichen Liedern und dessen Gründe zur Beruhigung bey dem Tode geliebter Personen. Michael Christian Bock, Hamburg 1764 (Online bei Google Books).
- Predigten über verschiedene Texte. Hamburg 1772 (Online bei Google Books).